# Crocidophora
Crocidophora är ett släkte av fjärilar. Crocidophora ingår i familjen Crambidae.

## Dottertaxa tillCrocidophora, i alfabetisk ordning[1]
- Crocidophora acutangulalis
- Crocidophora adornatalis
- Crocidophora algarrobolis
- Crocidophora amoenalis
- Crocidophora angazidzia
- Crocidophora arrogantalis
- Crocidophora aurimargo
- Crocidophora bicoloralis
- Crocidophora butleri
- Crocidophora caffralis
- Crocidophora calvatalis
- Crocidophora coloratalis
- Crocidophora craspedalis
- Crocidophora cuprotinctalis
- Crocidophora curvilinealis
- Crocidophora discolorata
- Crocidophora distinctalis
- Crocidophora elongalis
- Crocidophora exstigmalis
- Crocidophora fasciata
- Crocidophora flavofasciata
- Crocidophora fulvidalis
- Crocidophora fuscalis
- Crocidophora fuscocilialis
- Crocidophora gensanalis
- Crocidophora griseifusa
- Crocidophora habisalis
- Crocidophora heterogenalis
- Crocidophora limbata
- Crocidophora limitalis
- Crocidophora lutusalis
- Crocidophora maevialis
- Crocidophora marginalis
- Crocidophora megaptyona
- Crocidophora multidentalis
- Crocidophora nectariphila
- Crocidophora pallida
- Crocidophora pallidulalis
- Crocidophora pionealis
- Crocidophora ptyophora
- Crocidophora pustuliferalis
- Crocidophora ruficostalis
- Crocidophora sepialis
- Crocidophora serratissimalis
- Crocidophora sinisalis
- Crocidophora stenophilalis
- Crocidophora subdentalis
- Crocidophora tienmushana
- Crocidophora tuberculalis
- Crocidophora uniformis
- Crocidophora velialis
- Crocidophora viettalis
- Crocidophora zonalis